# Würenlingen
Würenlingen es una comuna suiza del cantón de Argovia, situada en el distrito de Baden. Limita al norte con las comunas de Böttstein, Döttingen y Tegerfelden, al este con Unterendingen y Endingen, al sureste con Obersiggenthal, al sur con Untersiggenthal, y al oeste con Villigen.

## Geografía
Würenlingen tiene un área, a partir de 2006, de 9,4 kilómetros cuadrados (3,6 millas cuadradas). De esta superficie, el 29,2% se utiliza para fines agrícolas, mientras que el 49,4% está cubierta de bosques. Del resto de la tierra, el 19.2% está asentado (edificios o carreteras) y el resto (2.2%) no es productivo (ríos o lagos).